# Sexy in Latin
Sexy in Latin is een single van de Britse groep Little Man Tate. Het is de 5e single die de band in het Verenigd Koninkrijk uitbrengt. Het is tevens hun eerste top 20 single in het Verenigd Koninkrijk. De single is afkomstig van het debuutalbum About What You Know.

## Tracks
Cd
1. "Sexy in Latin"
2. "She's Become So Special"

7"
1. "Sexy in Latin (akoestisch)"
2. "Half Empty Glass (akoestisch)"

Ltd 7"
1. "Sexy in Latin"
2. "Balko's Barren Patch"

Download
1. "Sexy in Latin (live in Amsterdam)"
2. "Sexy in Latin (live at the Boardwalk)"